# Dominkuš
Pogostost priimka Dominkuš je bila po podatkih Statističnega urada Republike Slovenije na dan 1. januarja 2010 manjša kot 5 oseb.

## Znani nosilci priimka
- Andrej Dominkuš (1797—1851), pravnik in politik
- Darja Dominkuš (*1959), dramaturginja in prevajalka
- Davor Dominkuš (1956—2019), strokovnjak za socialno zavarovanje, državni sekretar
- Ferdinand Dominkuš (1829—1901), pravnik in politik